# 이아니스 하지
이아니스 하지(루마니아어: Ianis Hagi, 1998년 10월 22일 ~ )는 루마니아의 축구 선수로 현재 스코티시 프리미어십의 레인저스 FC에서 공격형 미드필더로 뛰고 있으며 루마니아 축구 레전드인 게오르게 하지의 아들이다.

## 선수 경력

### 클럽
부친인 게오르게 하지가 현역 시절 마지막 프로팀인 튀르키예 쉬페르리그의 갈라타사라이 SK에서 활동하던 1998년 10월 22일 갈라타사라이의 연고지인 튀르키예 이스탄불에서 태어나 2007년 자국 리그인 리가 I의 명문팀인 FCSB 산하 유소년팀에서 축구를 시작한 뒤 2014년 16세의 나이에 비토룰 콘스탄차 성인팀 입단을 통해 프로에 정식 입문했다.
입단 이후 2018-19 시즌까지 4시즌동안 콘스탄차 소속으로 91경기 24골을 터뜨려 2018-19년 루마니아컵 우승, 2019년 루마니아 슈퍼컵 우승의 주역으로 맹활약했고 2016-17 시즌에는 이적료 27억원에 이탈리아 세리에 A의 ACF 피오렌티나로 이적하여 잠시 활동했으나 리그 2경기 출장에 머무른 채 피오렌티나와의 계약을 종료했다.
그리고 2018-19 시즌을 마친 뒤 이적료 약 135억원에 벨기에 프로 리그 명문팀인 KRC 헹크로 이적한 뒤 2019-20 시즌에서 19경기 3골을 기록하며 벨기에 슈퍼컵 우승을 맛보았고 이후 잉글랜드 축구 레전드 중 하나인 스티븐 제러드 감독이 이끄는 스코티시 프리미어십의 강호 레인저스 FC로 임대 이적하여 2019-20 시즌 스코티시 프리미어십 준우승, 2019-20 시즌 스코티시 리그컵 준우승을 도운 뒤 2020-21 시즌을 앞두고 완전 이적하여 2020-21 시즌 리그 33경기 7골을 비롯해 46경기 8골을 기록하며 리그 우승의 혁혁한 공을 세웠다.

### 국가대표팀
2012년부터 2019년까지 루마니아 연령대별 청소년 대표팀(U-15, U-16, U-17, U-18, U-19, U-21)을 거치며 36경기 14골을 터뜨렸고 특히 2020년 하계 올림픽 유럽 지역 예선을 겸한 2019년 UEFA 유러피언 U-21 챔피언십에서 2골을 터뜨리며 1962년 UEFA 유러피언 U-18 챔피언십 우승 이후 무려 57년만의 UEFA 주관 대회 4강 진출 및 1964년 이후 56년만의 하계 올림픽 본선 진출까지 동시에 이끄는 맹활약을 펼쳤다.
이에 앞서 2018년 11월 17일 루마니아 A대표팀 소속으로 리투아니아와의 2018-19년 UEFA 네이션스리그 C 4조 5차전에서 국제 A매치 데뷔전을 치러 팀의 3-0 승리와 함께 차기 시즌 네이션스리그 B 승격에 일조했고 2021년 3월 25일 열린 북마케도니아와의 2022년 FIFA 월드컵 유럽 지역 예선 J조 1차전에서 A매치 데뷔골을 신고하며 3-2 승리에 기여했다.

## 대회 성적

### 클럽
비스툴 콘스탄차
- 루마니아컵 : 우승 (2018-19)
- 루마니아 슈퍼컵 : 우승 (2019)

 KRC 헹크
- 벨기에 슈퍼컵 : 우승 (2019-20)

 레인저스 FC
- 스코티시 프리미어십 : 우승 (2020-21), 준우승 (2019-20, 2022-23)
- 스코티시 리그컵 : 준우승 (2019-20, 2022-23), 4강 (2021-22)
- 스코티시컵 : 우승 (2021-22), 4강 (2022-23)
- UEFA 유로파리그 : 준우승 (2021-22)

### 국가대표팀
루마니아 U-21
- UEFA 유러피언 U-21 챔피언십 : 4강 (2019)